# Fotoacademie
De Fotoacademie is een particuliere opleiding voor fotografie in Nederland. De academie werd in 1985 in Amsterdam opgericht door Han Sieveking.
Het hoofdprogramma is de opleiding Conceptueel Beeld. Deze opleiding duurt doorgaans drie jaar. De basisopleiding duurt één week tot drie maanden en kan worden beschouwd als voortraject voor het hoofdprogramma.
(Oud-)studenten van Fotoacademie worden regelmatig onderscheiden bij de belangrijkste nationale en internationale fotoprijzen. Zo won Carla Kogelman in februari 2014 de eerste prijs bij World Press Photo, in de categorie Observed Portraits, stories.